# Asquins
Asquins est une commune française située dans le département de l'Yonne, en région Bourgogne-Franche-Comté.
Point de départ de l'un des quatre principaux chemins de Compostelle, son église Saint-Jacques-le-Majeur est listée au patrimoine mondial parmi l'ensemble des « Chemins de Saint-Jacques-de-Compostelle en France ».

## Géographie

### Localisation
Asquins est dans le sud du département de l'Yonne, à 9 km de la Nièvre au sud-ouest et 33 km de la Côte-d'Or à l’est. Avallon sa sous-préfecture est à 17 km à l'est, sa préfecture Auxerre à 48 km au nord, Autun à 86 km au sud-est, Dijon à 123 km à l'est-sud-est (par la A6 et la A38), Paris à 220 km au nord-ouest.
L'autoroute la plus proche est la A6 avec l'entrée/sortie no 22 « Avallon » à  25 km à l'est.
La commune fait partie du Parc naturel régional du Morvan dont elle est l'une des communes périphériques, se trouvant dans l'extrême pointe nord-ouest du parc.
Le bourg est situé sur la rive gauche (côté ouest) de la Cure, immédiatement en aval de la colline de Vézelay. Il s'étire le long de la D951, qui reprend un tracé antique (voir plus bas la section « Antiquité - Au croisement de deux voies antiques ») et suit la Cure pour relier Vézelay au sud avec Sermizelles et la D606 au nord.
Noter au passage l'exceptionnelle longueur de la Grande rue (la D951 dans le village) : presque 1 km pour un petit bourg, une longueur due à un usage intense de très longue date et surtout, depuis le XIIe siècle jusqu'à la fin du Moyen Âge et des grands pèlerinages, par des groupes de pèlerins pour Vézelay (et Saint-Jacques de Compostelle ; souvent très larges et très nombreux à certaines périodes de l'année, ces groupes étaient de plus suivis de près par une foule encore plus nombreuse de marchands de petits commerces (objets de piété, etc).

### Hydrographie

#### Cours d'eau
La Cure traverse la commune du sud au nord, à 144 m d'altitude au village (pour 145 m à son entrée sur la commune et 135 m à sa sortie, soit 10 m de dénivellation sur environ 4 500 m de linéaire de rivière). Elle conflue avec l'Yonne 31 km plus loin à Bazarnes et Cravant. Passant Asquins, elle est divisée en plusieurs bras ; un des bras secondaires, le plus près du village à l'ouest, servait de bief au moulin d'Asquins. Sur la commune, la Cure est classée en liste 1 (auparavant dits « cours d'eau réservés », aucune construction) et en liste 2 (mise en compatibilité des ouvrages existants avec les objectifs de continuité écologique),.

La Cure à Asquins, vue depuis le pont de la route de Givry
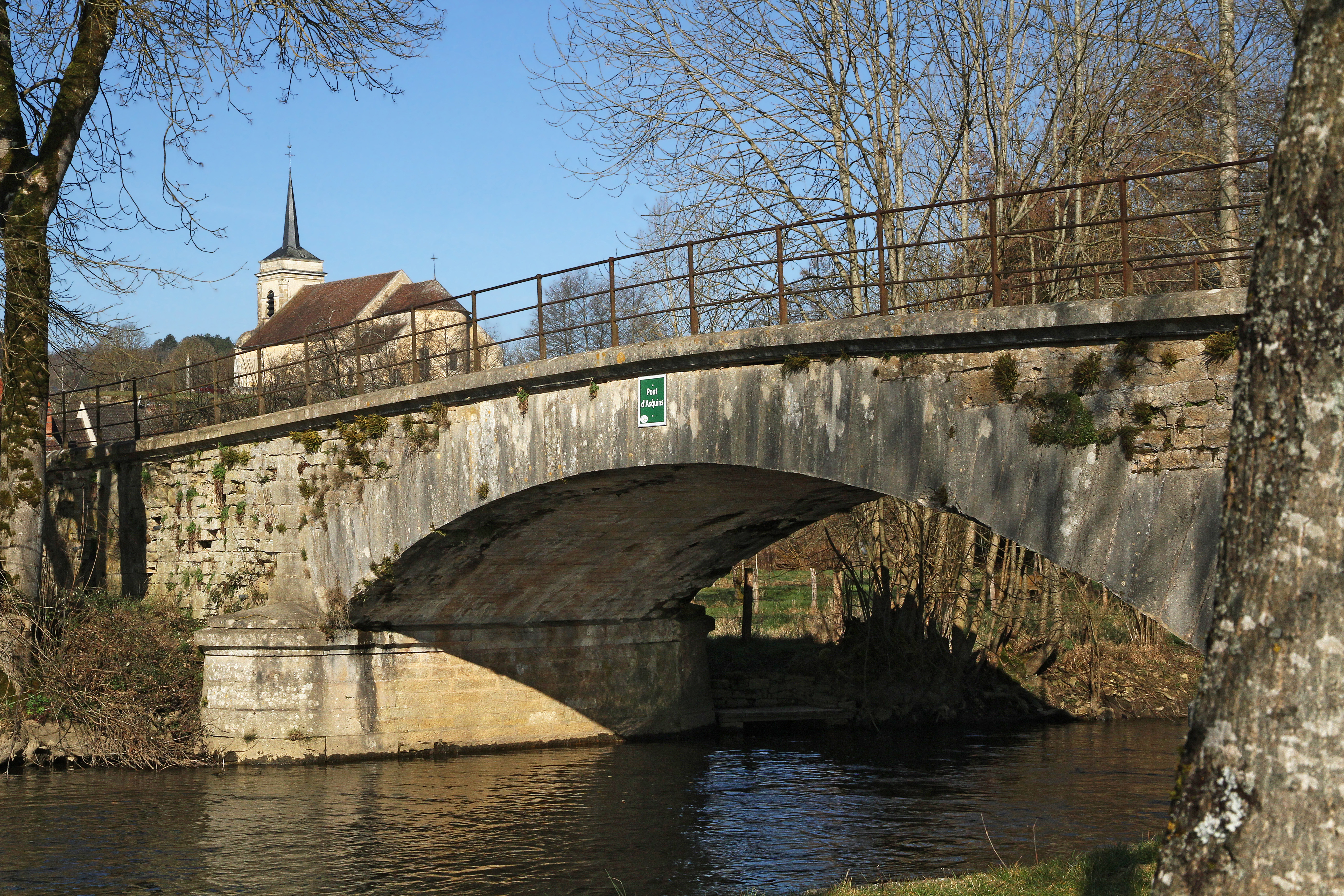
Pont de la route de Givry sur la Cure et église Saint-Jacques-le-Majeur. Vue vers le Nord-ouest.
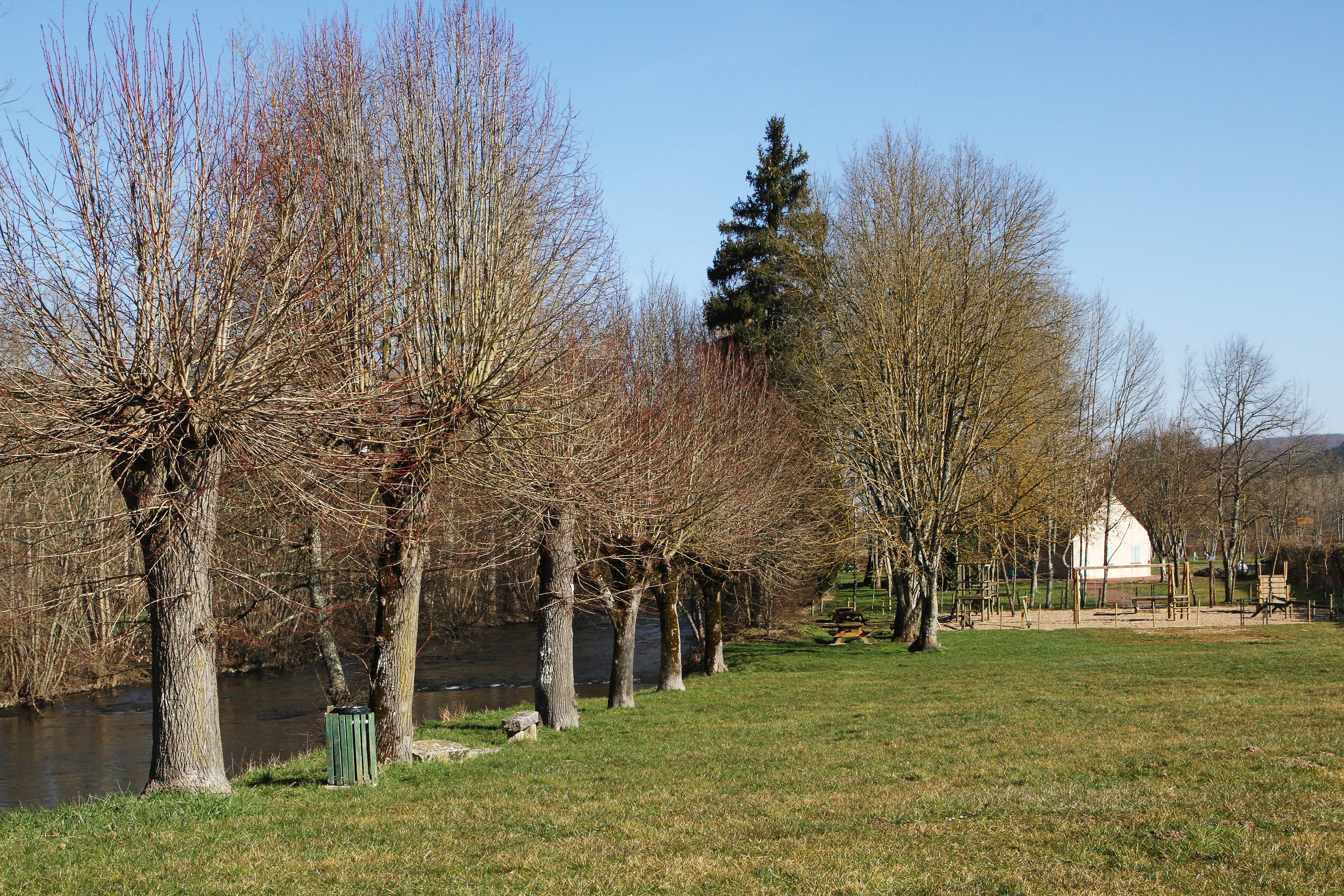
Rive de la Cure vers le camping. Vue vers le nord.

Bras secondaire de la Cure à Asquins, vu depuis le pont de la route de Givry
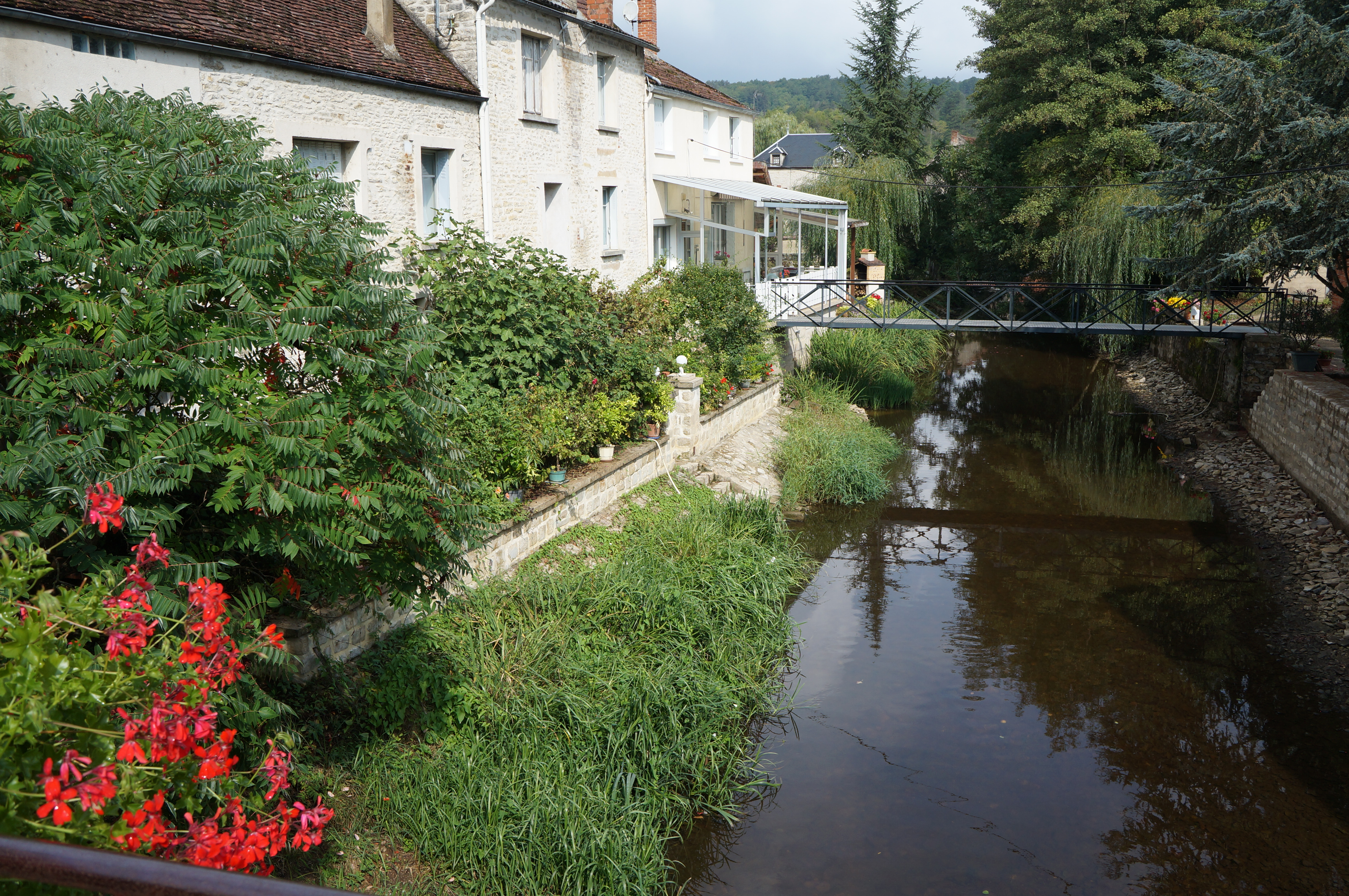
Vue vers le nord et vers l'aval. La Grande rue (D951) est de l'autre côté des maisons vues ici à gauche.
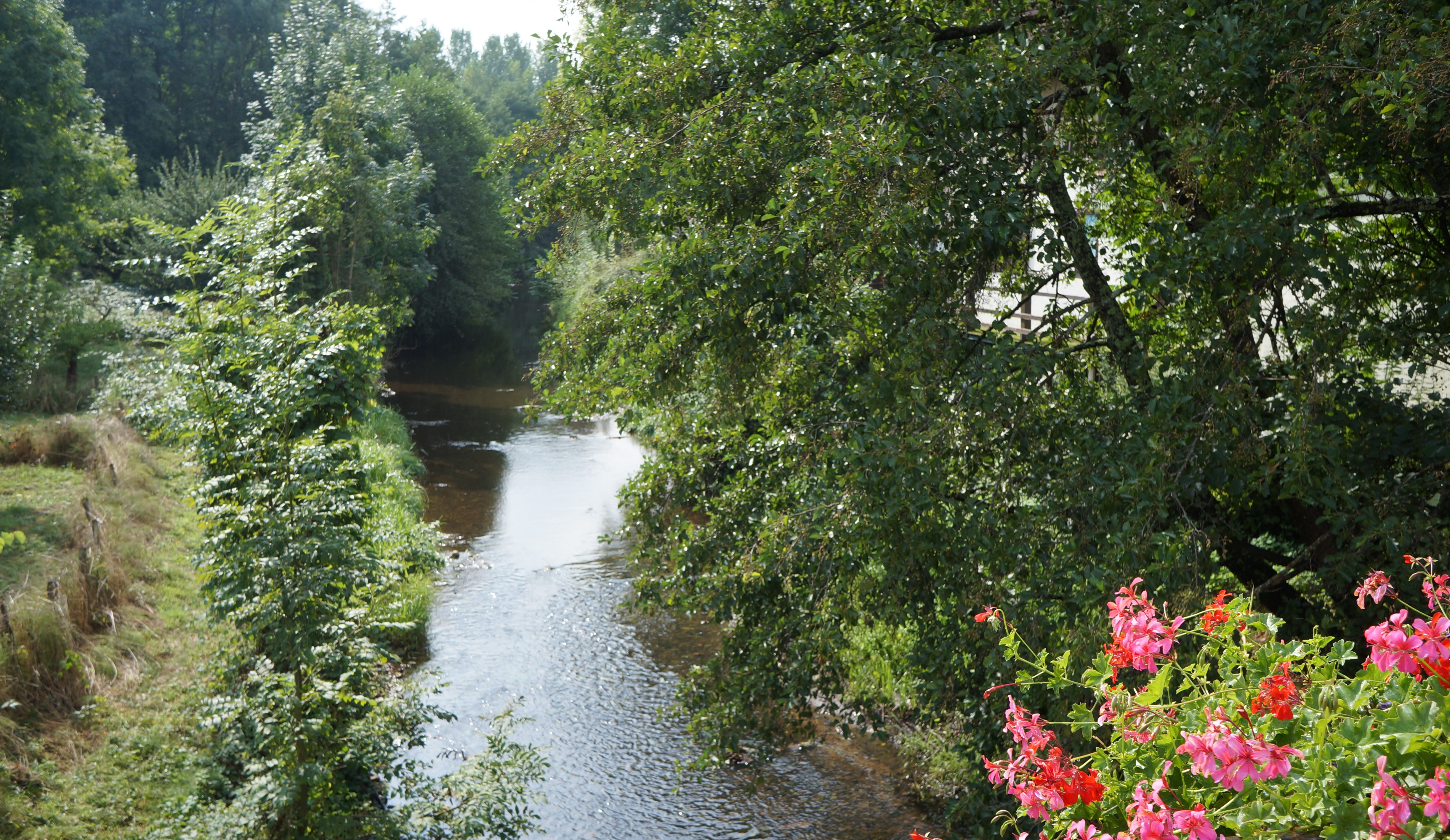
Vue vers le sud et vers l'amont.

Plusieurs petits ruisseaux coulent sur la commune : le ruisseau de Nanchèvre, qui sert de limite de commune au sud avec Saint-Père et conflue aussi sur la limite de commune ; le ru de la Bouillère, qui prend source au hameau du même nom, ; le ru Saint-Martin, qui prend source à la fontaine Saint-Martin au nord de l'église, est cité en 1862 mais n'est pas sur la carte actuelle.
- Sources

Les sources sont assez nombreuses sur les marnes mais elles s'y réinfiltrent pratiquement immédiatement.
Plusieurs sources se trouvent dans le village au nord de l'église,, dont la source Cholin-Fontaine Saint-Martin qui fournit une partie de l'eau du village. Un rapport de la BRGM signale aussi un « puits Cholin » de 4 m de profondeur. Un captage antique y a été trouvé en 1895.

#### Nappe phréatique
Dix sondages (P1 à P10) d'étude de la nappe phréatique sont effectués en 1990 aux alentours de Saint-Père pour l’alimentation en eau de ce dernier - dont trois sondages dans la plaine sur Asquins entre la D951 et la Cure à 850 m au sud du centre d'Asquins. Deux de ces emplacements (P8 et P9) sont retenus parmi les quatre plus favorables pour la réalisation de forages. La profondeur de l'aquifère à cet endroit est de 1,8 m à 2 m ; l'eau y est de bonne qualité avec un pH neutre ou légèrement acide, normalement oxygénée. La minéralisation est moyenne (conductivité, comprise entre 347 et 535 μ S/cm) - mais nettement plus élevée que celle de la Cure (53 μ S/cm) car l’eau de la nappe s'est chargée de matières en traversant les calcaires des coteaux. Les teneurs en fer et en aluminium (dû à l'argile) excèdent légèrement les normes européennes de potabilité.

### Relief, altitudes
L'altitude du village varie entre 144 m en bord de rivière et 175 m pour la maison à l'altitude la plus élevée. L'église est à 160 m d'altitude. Les deux points les plus haut de la commune sont à l'est, avec le Brûle-Goué à 331 m d'altitude en bordure de commune avec Domecy et, jouxtant au sud, la Tournelle à 325 m d'altitude en bordure de commune avec Saint-Père.
Le territoire communal est traversé à peu près en droite ligne du sud au nord par la vallée de la Cure, large de 50 m en moyenne. Elle est encaissée entre des plateaux calcaires généralement bordés de petites falaises.
À l'ouest le plateau, peu accidenté, est entaillé de combes profondes. La plus grande combe est celle empruntée par la route de Brosses (D321), s'allongeant sur 2,7 km avec son coteau nord appelé Cotat de la Perrière ; elle reçoit elle-même d'autres petites combes : combe de Montaulin, combe Morin, combe des Petites Fontenottes, Vau François.
Le plateau à l’est est rythmé de trois hauteurs, avec du sud au nord La Tournelle, Brûle-Goué et le Theuriat (290 m d'altitude), ce dernier partagé avec la commune voisine Givry. Juste derrière la Tournelle se trouve le Gros Mont (359 m, sur Saint-Père), point culminant de toute la région calcaire de l'Avallonnais (plateaux de Basse Bourgogne).
La zone nord est la plus élevée et la plus accidentée ; au sud les pentes sont plus régulières.
La petite grotte du Trou de Serrure (12 m de longueur) se trouve au lieu-dit les Petites Fontenottes, sur la route de Brosses (D123) à 2 km d'Asquins. Elle est à 190 m d'altitude. Les spéléologues lui attribuent peu d'intérêt hormis le fait qu'elle est peut-être une source fossile.

### Géologie
La commune inclut des formations géologiques assez diverses. L'une des raisons principales en est une faille qui suit la vallée de la Cure et a induit des coteaux très dissemblables sur chaque rive de la rivière : le coteau Est (rive droite) est fait de marnes du Lias (Jurassique inférieur) jusqu'à mi-côte et le coteau Ouest de calcaires compacts. On y trouve les formations suivantes (de la plus ancienne à la plus récente) :
- Lias moyen et supérieur[16] (I1a, I4b[17] et I5-8[Note 5] sur la carte géologique[18]), essentiellement des marnes grises micacées surmontées d'argiles[16] ;
- Aalénien[16] (J1[17] - P. Benoit-Janin l'assimile à la strate suivante) et le Bajocien[16] (J2a et J2b[17] / J2b-3a sur la carte[Note 6],[18], première et deuxième strates du Jurassique moyen ou Dogger, faits de calcaires oolithiques (oolithe inférieur) surmontés de calcaires marneux, parfois recouverts de plusieurs mètres de cailloutis calcaire fin issu de l’altération des roches marneuses des strates supérieures[16]. La carte géologique montre que sur la coteau Est le Bajocien ne commence qu'aux environs des 200 m d'altitude alors que sur le coteau ouest il commence pratiquement au niveau de la Cure. L'Aalénien forme une mince bande de seulement 50 à 80 m de large en lisière du Lias et du Bajocien. Côté rive droite à l'est, il disparaît sous les alluvions à environ 500 m en aval du Gué Pavé ; côté gauche à l'ouest il disparaît à hauteur de l'entrée sud du village d'Asquins[18] ;
- P. Benoit-Janin mentionne la présence d'Albien[16] (n6a, n6b ou n6c[17]), « représenté par quelques lentilles de grès ferrugineux »[16] que sa carte (assez sommaire) situe l'une au lieu-dit Beaucharme le long du GR 654 au nord d'Asquins, l'autre entre le plateaux du Virelot et la Vieille Borde[Note 7]. La carte géologique ne montre pas d'Albien sur Asquins, ni aucun dépôt particulier autre que le J2b-3a environnant à ces deux endroits[18] ;
- des limons des plateaux (lœss), non représentés sur la carte géologique, recouvrent la plus grande partie des plateaux de la rive gauche de la Cure[16],[18] ;
- les alluvions modernes[16] (Fy, Fz[17]) dans le fond de la vallée de la Cure[18], principalement constituées de sables et de graviers granitiques, parfois recouvertes par des matériaux d'origine calcaire[16].

Dans la plaine à son entrée sur la commune (au sud), la Cure coule sur un lit de sédiments de 3,5 m à 4,7 m d'épaisseur, reposant sur les marnes grises du Lias qui s'enfoncent rapidement en remontant vers le nord.

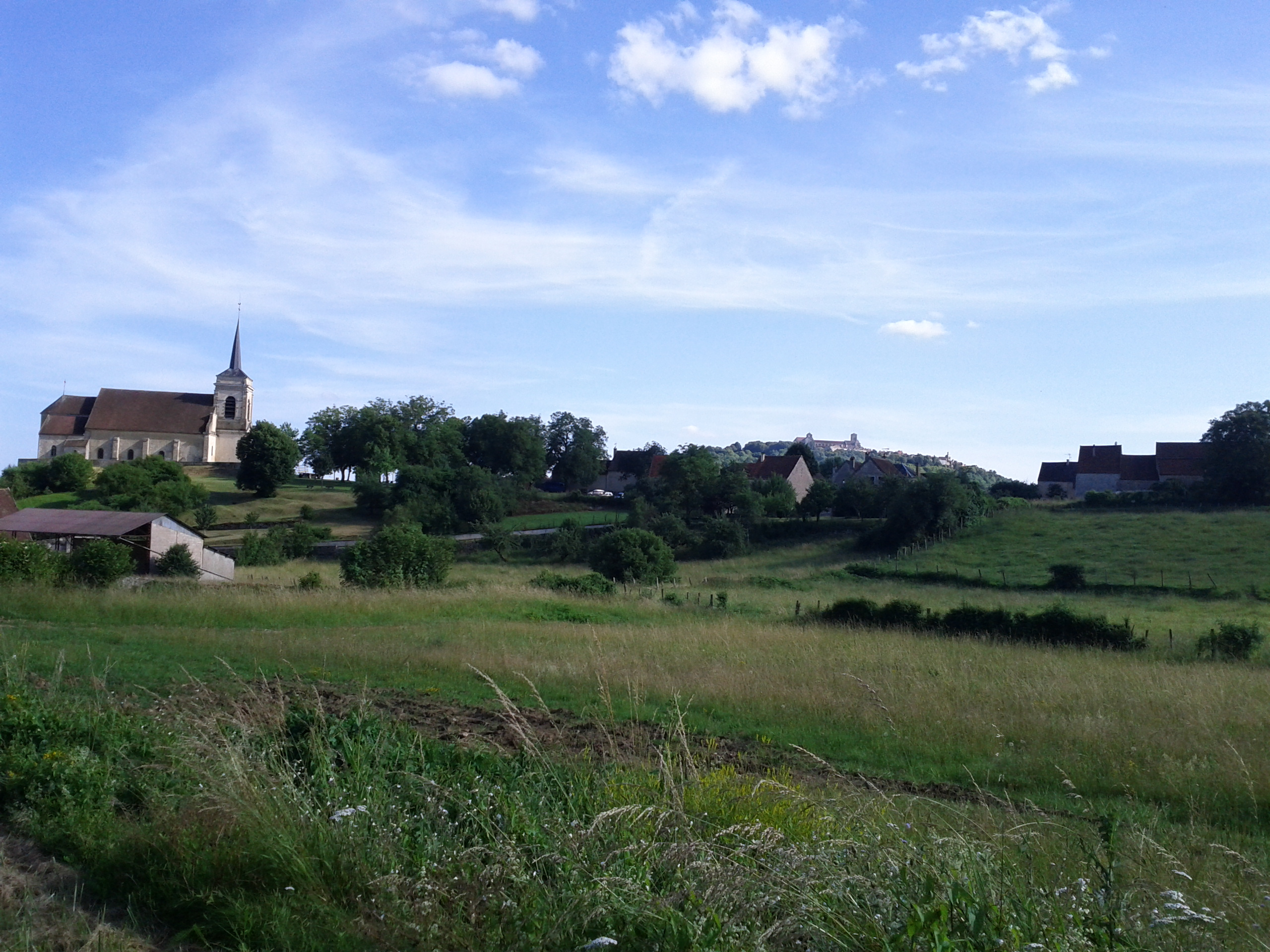
L'église vue du nord ;
à gauche le hangar du manoir Choslin, et l’abbaye de Vézelay sur la ligne d'horizon.

### Hameaux et lieux-dits
Village groupé, Asquins a peu de hameaux.
La Bouillère (Bouyère en 1870)forme un faubourg hors les murs côté sud-ouest. La ferme fortifiée de la Vieille Borde est éloignée sur le plateau à l'ouest, en bordure de la forêt domaniale du Vézelien du canton de la Borde. La carte de Cassini montre, un peu au sud-est, la Jeune Borde qui aurait disparu dans un incendie vers 1870[réf. nécessaire] (le Dictionnaire topographique de l'Yonne de 1862 la cite encore), et les Chaumots existant toujours, sur le même plateau, au sud vers les Bois de la Madeleine (ce dernier étant sur Vézelay). Reste encore le Gué Pavé au nord, partagé entre Asquins et Montillot.
À la Révolution, Vaudonjon au nord-ouest choisit de se lier à Montillot, soit le 14 décembre 1789 lorsque les communes sont créées ou par pétition en juin 1792 ; et au milieu du XIXe siècle Nanchèvres au sud-est choisit de rejoindre Saint-Père.[réf. nécessaire]
La carte de Cassini indique aussi la chapelle Saint-Nicolas isolée au cœur des vignobles le long du GR 13 (chemin de Domecy-sur-le-Vault, ancienne route d'Avallon).

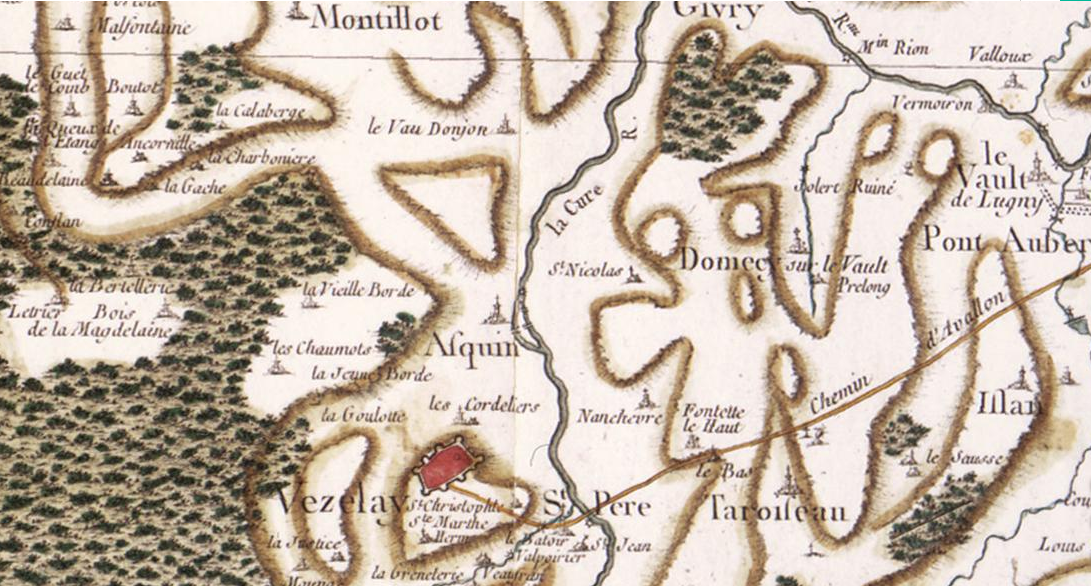
Asquins sur la carte de Cassini

Dans le fond de vallée, important pour des raisons historiques, se succèdent d'amont en aval les lieux-dits suivants : la Roche Bertaut (rive droite jusqu'à Asquins), après Asquins en rive droite la Gravière (entre la Cure et la route de Givry) et le Champ du Pont (entre la route de Givry et le pied du coteau) ; puis en rive droite les Prés Bains (entre rivière et route) et le Climat de Marnet (au pied du Brûle-Goué), et en rive gauche les Corvées suivies des Champs des Églises jusqu'au hameau du Gué Pavé. Le dernier lieu-dit de la vallée sur Asquins est les Bouilles en aval du Gué Pavé.

### Communes voisines
Dans la figure des communes voisines qui suit, les distances données sont celles à vol d'oiseau. Les noms en gras sont ceux des cinq communes limitrophes d'Asquins : Givry, Domecy-sur-le-Vault, Saint-Père, Vézelay et Montillot.

### Climat
Pour des articles plus généraux, voir Climat de la Bourgogne-Franche-Comté et Climat de l'Yonne.
En 2010, le climat de la commune est de type climat océanique dégradé des plaines du Centre et du Nord, selon une étude du Centre national de la recherche scientifique s'appuyant sur une série de données couvrant la période 1971-2000. En 2020, Météo-France publie une typologie des climats de la France métropolitaine dans laquelle la commune est exposée à un climat océanique altéré et est dans la région climatique Lorraine, plateau de Langres, Morvan, caractérisée par un hiver rude (1,5 °C), des vents modérés et des brouillards fréquents en automne et hiver.
Pour la période 1971-2000, la température annuelle moyenne est de 11,1 °C, avec une amplitude thermique annuelle de 15,9 °C. Le cumul annuel moyen de précipitations est de 756 mm, avec 11,8 jours de précipitations en janvier et 7,6 jours en juillet. Pour la période 1991-2020, la température moyenne annuelle observée sur la station météorologique de Météo-France la plus proche, « Merry-sur-Yonne », sur la commune de Merry-sur-Yonne à 12 km à vol d'oiseau, est de 11,5 °C et le cumul annuel moyen de précipitations est de 776,9 mm. 
La température maximale relevée sur cette station est de 40,7 °C, atteinte le 7 août 2003 ; la température minimale est de −22 °C, atteinte le 16 janvier 1985,,.
Les paramètres climatiques de la commune ont été estimés pour le milieu du siècle (2041-2070) selon différents scénarios d'émission de gaz à effet de serre à partir des nouvelles projections climatiques de référence DRIAS-2020. Ils sont consultables sur un site dédié publié par Météo-France en novembre 2022.

## Urbanisme

### Typologie
Au 1er janvier 2024, Asquins est catégorisée commune rurale à habitat dispersé, selon la nouvelle grille communale de densité à sept niveaux définie par l'Insee en 2022.
Elle est située hors unité urbaine. Par ailleurs la commune fait partie de l'aire d'attraction d'Avallon, dont elle est une commune de la couronne,. Cette aire, qui regroupe 74 communes, est catégorisée dans les aires de moins de 50 000 habitants,.

### Occupation des sols
L'occupation des sols de la commune, telle qu'elle ressort de la base de données européenne d’occupation biophysique des sols Corine Land Cover (CLC), est marquée par l'importance des forêts et milieux semi-naturels (58,5 % en 2018), en diminution par rapport à 1990 (60,9 %). La répartition détaillée en 2018 est la suivante : 
forêts (52,6 %), terres arables (24,4 %), prairies (13,2 %), milieux à végétation arbustive et/ou herbacée (5,9 %), zones urbanisées (1,7 %), cultures permanentes (1,1 %), zones agricoles hétérogènes (1,1 %). L'évolution de l’occupation des sols de la commune et de ses infrastructures peut être observée sur les différentes représentations cartographiques du territoire : la carte de Cassini (XVIIIe siècle), la carte d'état-major (1820-1866) et les cartes ou photos aériennes de l'IGN pour la période actuelle (1950 à aujourd'hui).

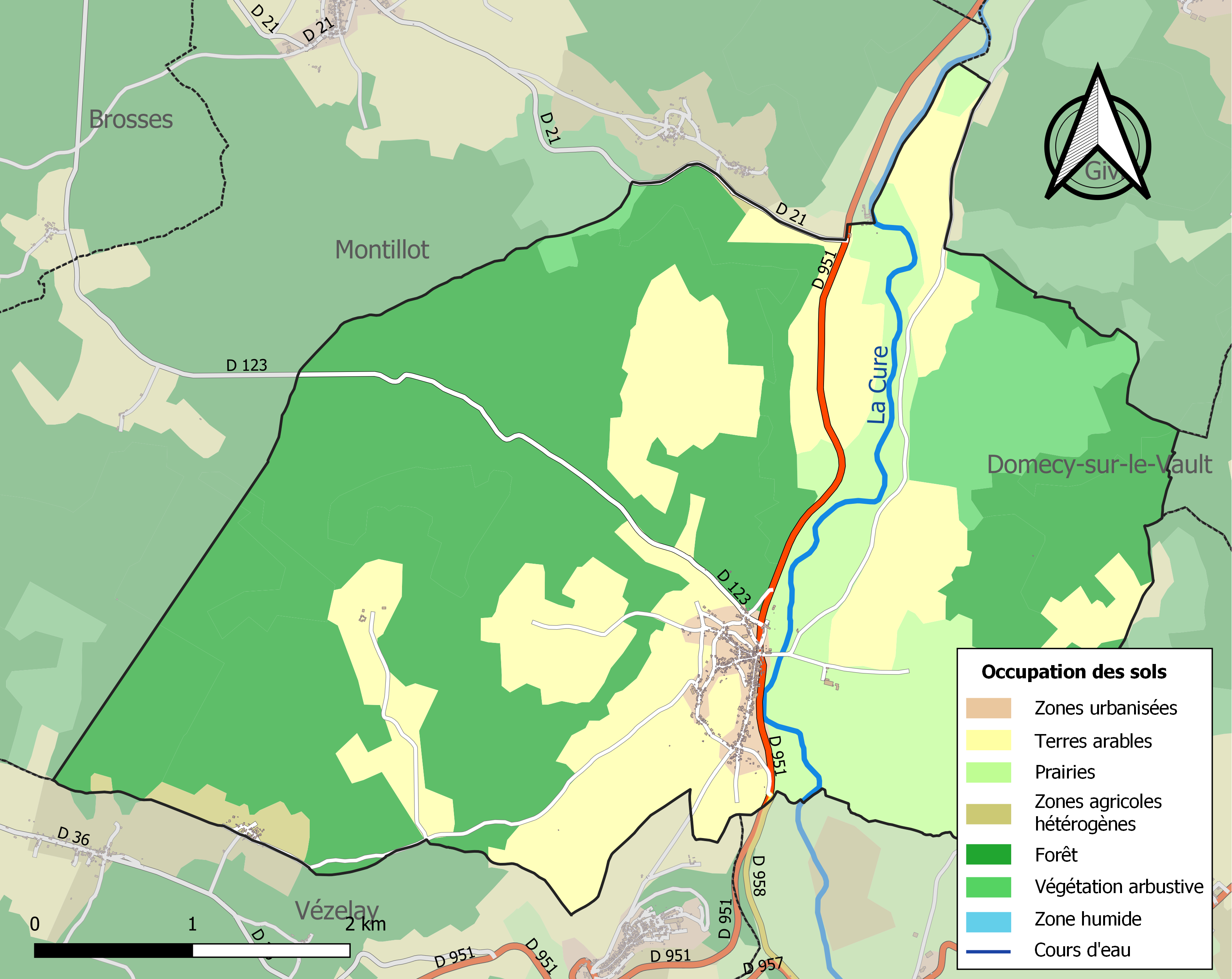
Carte des infrastructures et de l'occupation des sols de la commune en 2018 (CLC).

## Toponymie
Esconium (XIIe siècle, chronique de Vézelay) ; Ascoing, Asconium (XIVe siècle, pouillé du diocèse d'Autun); Asquien (1405, abbaye de Vézelay) ; Aquin (1708, projet d'une dîme royale par Vauban).

## Histoire

### Antiquité

#### Au croisement de deux voies antiques
Deux voies antiques se croisaient à Asquins. Le fait est d'importance dans une région difficile à traverser et pourtant essentielle pour la communication entre la Méditerranée, l’Europe de l'est et les îles britanniques.
Une voie menait de Sermizelles et la via Agrippa de l'Océan au nord, à Vézelay au sud et au-delà à Autun ou Bibracte. Venant de Sermizelles en rive droite (à l'est), elle traversait la Cure pour passer en rive gauche à 300 m en aval du Gué Pavé (gué partagé entre Asquins et Montillot au nord). Cette voie, l'un des axes les plus importants de la région, était une de celles traversant le Morvan dans le sens sud-nord.
Une autre voie à Asquins permettait la traversée du Morvan dans le sens est-ouest. Depuis Quarré-les-Tombes sur la route Autun-Avallon, cette voie se dirigeait vers le nord-ouest, coupait la voie Avallon-Brèves à Saint-Père, traversait la Cure à l'île des Serpents au nord de Saint-Père, croisait la voie Sermizelles-Vézelay au bourg d'Asquins puis partait vers l'ouest et vers Brosses en remontant le versant ouest de la côte de la Perrière pour atteindre le haut du coteau - la D123 reste dans le fond de vallée. De là on rejoignait la vallée de l'Yonne et la via Agrippa de l'Océan en évitant Avallon et le camp de Cora à Saint-Moré.

#### Sites antiques
Neuf villae sont connues ou ont été signalées.
- Le Gué Pavé

Sur la D251 à environ 3 km au nord d'Asquins. D'après l'abbé Parat, la ferme actuelle est bâtie sur un site gallo-romain,.
- L’Absière

À 600 m à l'est du Gué Pavé, en limite de communes avec Givry. Site également mentionné par A. Parat, mais qui n'a pas été retrouvé lors des prospections récentes,.
- Les Bouilles

À 650 m au nord du Gué Pavé. Une partie résidentielle dont des thermes, est occupée depuis le Ier siècle av. J.-C. jusqu'à la fin du IVe siècle de notre ère. Plusieurs textes de l'abbaye de Vézelay citent une léproserie dans ce lieu au XIVe siècle,.
- Marney

Au Climat de Marnet à environ 1,5 km au nord d'Asquins, en rive droite - côté Est – de la Cure. Le lieu est déjà cité 887 : Marnaco. Il est voisin du grand site de Vergigny-sur-Cure (voir plus bas). « On y heurte souvent des murailles enfouies dans le sol », dit l'abbé Al. Pissier. Les photographies aériennes montrent un chemin, des fossés et des fosses. Le plan des constructions apparaît irrégulier ; une cour au nord serait bordée de l'habitation et de quatre bâtiments agricoles,.
- Les Corvées

À 1,6 km au nord du village, en rive gauche. Un petit bâtiment résidentiel et des granges entourent une cour centrale, avec des fossés bordant les parcelles alentour. Le site est occupé du Ier siècle av. J.-C. jusqu'au XIe siècle de notre ère.
- Fontaine Choslin (source Saint-Martin)

Parmi les sources situées dans le village au nord de l'église,, la source Cholin-Fontaine Saint-Martin fournit une partie de l'eau du village. Des travaux sur l'alimentation d'eau en 1895 mettent au jour un captage antique de bonne manufacture, étudié succinctement à l'époque par Adolphe Guillon qui l'appelle « piscine romaine » et en fait un relevé ; elle mesurait environ 6 m sur 5,8 m. Ce captage est associé à d'autres vestiges antiques mis au jour au cours des travaux d'installation de l’assainissement pour le village.
- Pré Bois

Petit ensemble de bâtiments signalé par l'abbé Parat (1926),.
- Champ de la Chapelle

Autre petit ensemble mentionné par l'abbé Parat (1926),.
- Vergigny

Vergigny est un site gaulois sur lequel s'est implantée une grande villa gallo-romaine planifiée et construite en un seul tenant, qui devient le noyau d'un village mérovingien puis moyenâgeux. Le site est occupé à partir de la fin de la période gauloise, avec un développement (relativement) important à partir de la seconde partie du Ier siècle de notre ère, jusqu'à la disparition du village au XIIe siècle.
La commune inclut aussi une nécropole gallo-romaine :
- Nécropole « de Vaudonjon » (lieu-dit les Cercueils)

La grande nécropole de Vaudonjon se trouve au lieu-dit justement nommé les Cercueils. Le nom de Vaudonjon est celui du village tout proche, qui était à l'époque sur le territoire d'Asquins et est passé à Montillot le 14 décembre 1789 avec la création des communes ; la nécropole aux Cercueils est toujours sur Asquins (2019).
Certaines de ses tombes sont celles de personnes de haut rang ou au sommet de la hiérarchie rurale.
La nécropole des Cercueils est abandonnée pendant le VIIIe siècle ou au tournant du IXe siècle et transférée dans le village même de Vergigny lorsque ce village devient un pôle paroissial et se dote d'une nécropole.
La nécropole de Vergigny date uniquement du Moyen Âge.

#### Culte des eaux, source Saint-Martin
Un culte des eaux parait avoir existé en marge des captages romains. Des sanctuaires existaient à Vergigny comme à la source Saint-Martin.
La source Saint-Martin prend son nom de saint Martin de Tours, premier évangélisateur notable de l’endroit.

### Moyen Âge

#### Haut Moyen Âge: Mérovingiens
Le village de Vergigny a été habité jusqu'au XIIe siècle.
Deux nécropoles mérovingiennes sont connues sur Asquins : les Cercueils (utilisée jusqu'au VIIIe siècle)  et Vergigny (IXe – XIIe siècles), voisines l'une de l'autre dans le nord de la commune,.
Le nombre des sépultures de la nécropole mérovingienne de Vergigny est notablement plus élevé que celui des sépultures de la bataille de Vaubeton ; René Louis se demande si Vergigny n’est pas lui aussi le lieu d'une bataille.

#### Moyen Âge central
Le village n’apparaît dans les textes qu’au XIIe siècle, sous le nom d’Esconium,. 
La terre d'Asquins appartient dès le IXe à l'abbaye de Vézelay. Elle est un des quatre principaux points de départ pour le grand pèlerinage de Saint-Jacques-de-Compostelle (voie dite de Vézelay). L'église Saint-Jacques est classée au Patrimoine mondial de l'UNESCO, dans l'ensemble « Chemins de Compostelle en France ».
À Asquins même, le culte de saint Martin est supplanté par celui de saint Jacques à une date inconnue, mais fort probablement au début du XIe siècle lors de la fondation de l'église actuelle sur le « moûtier ». Ce promontoire rocheux dominant la Cure tire son nom de la présence monastique. Asquins est en effet alors une dépendance directe de Vézelay. Jusqu'au XVIe siècle, des chapelains de l'abbaye assurent le culte, tandis que le temporel est géré dans le cadre de la « pôté » monastique. Le four banal a laissé son nom à une rue ; la grange aux dîmes se remarque toujours au pied du moûtier ; la ferme fortifiée sise entre la Cure et la Grand'rue, est reconstruite au XVe siècle sur un réseau de caves anciennes et de souterrains. Quant aux droits seigneuriaux âprement disputés lors des insurrections communales de Vézelay, ils s'appliquent aussi à Asquins : droit de pressoir, de cordes pour descendre en cave les barriques, banalité de la pêche en Cure…

### Époque moderne
La sécularisation de l'abbaye, le remplacement des moines par des chanoines, en 1538, ne dut pas chagriner les Asquinois. Ils en profitèrent pour réclamer à François Ier le droit de se clore, et les tout jeunes remparts jouèrent leur modeste rôle dans les événements de 1569 et le siège mis par les catholiques sous les murs de Vézelay. Siège et prise du village par les ligueurs, commandés par le duc de Nevers, en 1589. Dans le même temps le village voyait péricliter les pèlerinages qui lui avaient bénéficié jusqu'alors. Pèlerinage de Sainte-Madeleine, retombées des grandes assemblées de croisés tenues sur le site de la Cordelle, mais surtout pèlerinage jacquaire. Asquins abritait en son sanctuaire la première étape du chemin de Saint-Jacques. Dominé par les « montjoies» qui se dressaient sur les routes venues du nord et de l'est, le village voyait passer les coquillards, depuis qu'il avait abrité au moûtier comme chapelain, Aymery Picaud alias Olivier d’Asquins, auteur vers 1140 du Guide du Pèlerin. Du passage des pèlerins demeure, outre la titulature de Saint Jacques pour l'église, un superbe buste reliquaire en bois polychrome, peut-être attribuable au XVIe siècle.
L'église, qui occupe d'emblée l'espace qui lui est actuellement dévolu, est largement remaniée au fil des siècles et des conflits dont elle a à souffrir : sur des bases du XIe siècle, l'édifice actuel présente surtout une nef en berceau brisé du XIIe, un bas-côté nord voûté en arêtes du XIIIe, un bas-côté sud en quart de rond du XVIe siècle. Le clocher appuyé à l'origine sur la première travée du bas-côté sud, est ramené en 1755 dans l'axe de l'édifice par souci de symétrie. L'abbé Grognot, initiateur de cette dernière campagne de travaux, se préoccupe aussi du décor intérieur, faisant poser des boiseries, créer un décor peint dans le chœur et aménager les sacristies, non sans sacrifier les fresques des XIIIe, XIVe et XVIe siècles qui ornaient ces anciennes chapelles, entre autres de Vierges sages et Vierges folles, un saint Sébastien, un miracle de saint Éloi et diverses scènes mal élucidées.

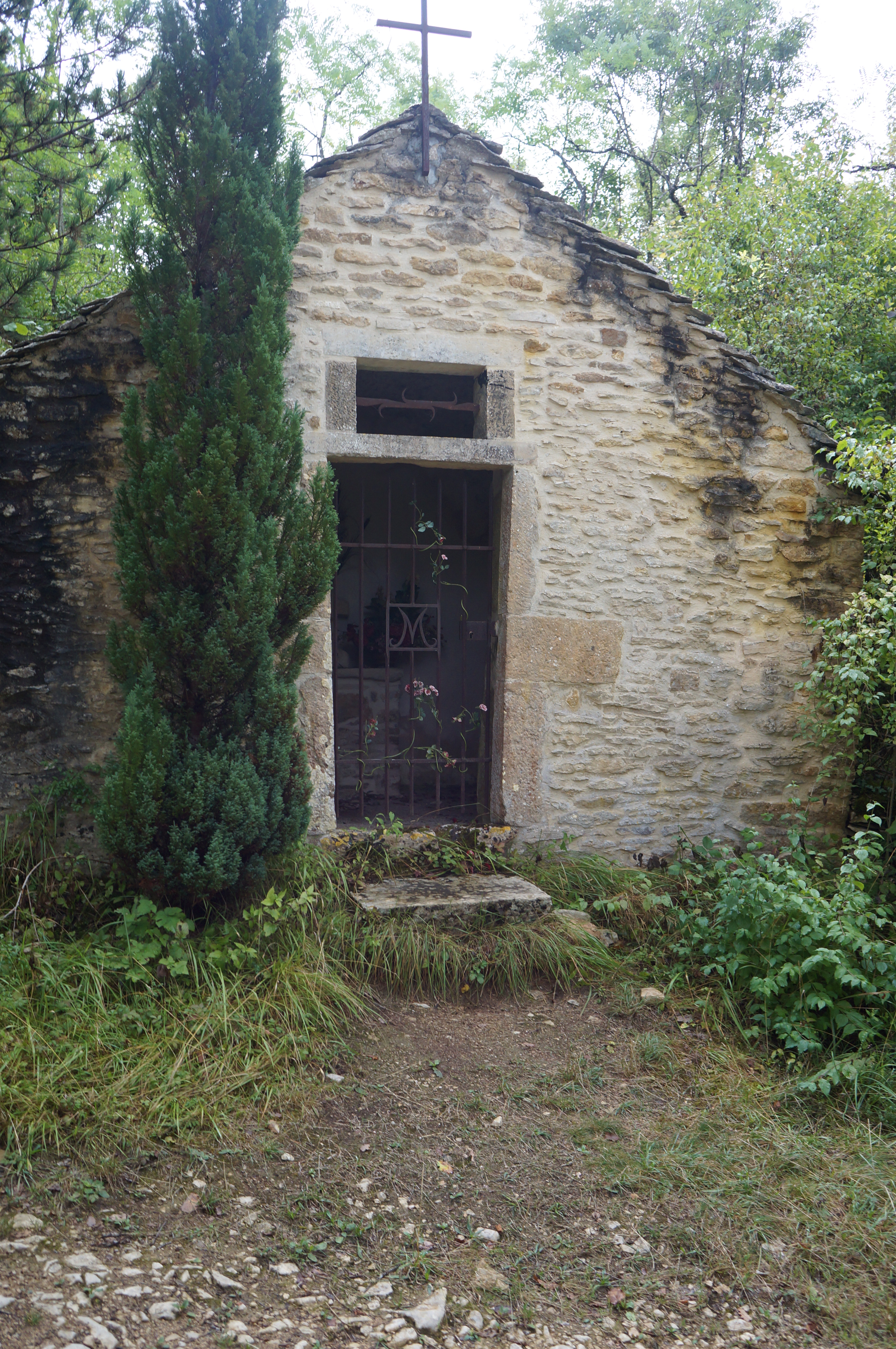
Chapelle Saint-Nicolas

La chapelle Saint-Nicolas est construite en 1742.
Attachés à leur église, les Asquinois la dotent au XIXe siècle de vitraux honorant leur patron mais aussi saint Vincent. Car Asquins, pays d'eaux, devient très tôt pays de vigne. Clos nobles et vignes roturières se partagent les coteaux tant sur le versant bourguignon (le pont d'Asquins marque longtemps l'entrée dans le duché et est dominé par le Clos-Duc) que sur le versant nivernais et auxerrois. Des restes lithiques témoignent de l'emprise de ce vignoble : meurgers, meurriées, cabanes (135 répertoriées à Pâques 2007, couvertes en encorbellement de pierres sèches.
Pendant la Révolution, Chauvin et Chenal, curés d'Asquins et de Domecy respectivement, sont recherchés par la police et doivent s'enfuir - Chauvin se réfugie peut-être chez Brunier, marchand de bois au port Saint-Bernard à Paris
Les cerisiers complètent la production entre le XVIIIe siècle et les années 1940. Mais le phylloxera joint à la dépopulation après la guerre de 14, a raison de ces productions nécessitant une main-d’œuvre nombreuse. Les sapinières prolifèrent sur les parcelles abandonnées. Le bûcheronnage est d'ailleurs aussi un point fort de la vie asquinoise, tandis que les femmes, sous l'influence morvandelle, pratiquent le nourriciat et le placement des enfants assistés de la Seine.
La vie de la rivière n'est pas négligeable : voiturage par eau, probable dès l'époque antique, fréquent entre le XVIe et le XVIIIe siècle ; passage du flot à bûches perdues, jusqu'en 1923 ; pêche aussi dans des eaux à la faune variée et abondante.
L'artisanat était bien représenté à Asquins avec un moulin à eau, plusieurs tanneries, et au moins trois tuileries[réf. nécessaire]. La tuilerie Lemoux fournit à Viollet-le-Duc les tuiles nécessaires à la restauration de la Madeleine.
Le village a une école dès le XVIIe siècle, dans une dépendance de la cure et du moûtier. Avec les lois scolaires, il se dote d'abord d'une école de garçons, abritant aussi la mairie, au bas de la Grand'rue sur ancienne route de Vézelay à Tonnerre et Auxerre. Fin XIXe, une école de filles est créée face à l'ancien presbytère ; c'est l'actuelle mairie.
Vaudonjon, du territoire d'Asquins, passe à Montillot le 14 décembre 1789 avec la création des communes.
La « grande route » (actuelle D951) est établie en 1854. Auparavant, la Cure mouillait le pied du coteau au sud du bourg et la route vers Vézelay passait en haut du coteau pour arriver à la porte Neuve de Vézelay et, dans le prolongement, à la porte Saint-Étienne.
Au village même, les toits de laves ont totalement disparu, emportant l'aspect grisâtre que déplorait Victor Petit. Le village y a gagné en couleur, tandis que de nombreuses restaurations mettaient en valeur la pierre dorée extraite des carrières locales.

## Politique et administration
| Période | Période  | Identité               | Étiquette     | Qualité           |
| ------- | -------- | ---------------------- | ------------- | ----------------- |
| 1985    | 2001     | Adrien-Édouard Gourlet | PS            |                   |
| 2001    | 2008     | Louis Marcel Garriga   |               |                   |
| 2008    | 2020     | Isabelle Georgelin     | proche d'EELV | Salariée agricole |
| 2020    | En cours | Philippe Veyssière     | LFI           |                   |

Aléas inondation
Le fond de vallée est susceptible d'être inondé

## Population et société

### Démographie
L'évolution du nombre d'habitants est connue à travers les recensements de la population effectués dans la commune depuis 1793. Pour les communes de moins de 10 000 habitants, une enquête de recensement portant sur toute la population est réalisée tous les cinq ans, les populations de référence des années intermédiaires étant quant à elles estimées par interpolation ou extrapolation. Pour la commune, le premier recensement exhaustif entrant dans le cadre du nouveau dispositif a été réalisé en 2008.

En 2022, la commune comptait 297 habitants, en évolution de +1,02 % par rapport à 2016 (Yonne : −1,95 %, France hors Mayotte : +2,11 %).
| 1793 | 1800 | 1806 | 1821 | 1831 | 1836 | 1841 | 1846 | 1851 |
| ---- | ---- | ---- | ---- | ---- | ---- | ---- | ---- | ---- |
| 760  | 851  | 835  | 804  | 991  | 947  | 947  | 968  | 910  |

| 1856 | 1861 | 1866 | 1872 | 1876 | 1881 | 1886 | 1891 | 1896 |
| ---- | ---- | ---- | ---- | ---- | ---- | ---- | ---- | ---- |
| 894  | 910  | 874  | 837  | 848  | 823  | 791  | 765  | 766  |

| 1901 | 1906 | 1911 | 1921 | 1926 | 1931 | 1936 | 1946 | 1954 |
| ---- | ---- | ---- | ---- | ---- | ---- | ---- | ---- | ---- |
| 700  | 659  | 618  | 510  | 494  | 467  | 445  | 470  | 363  |

| 1962 | 1968 | 1975 | 1982 | 1990 | 1999 | 2006 | 2008 | 2013 |
| ---- | ---- | ---- | ---- | ---- | ---- | ---- | ---- | ---- |
| 358  | 312  | 311  | 299  | 304  | 280  | 311  | 320  | 300  |

| 2018 | 2022 | - | - | - | - | - | - | - |
| ---- | ---- | - | - | - | - | - | - | - |
| 295  | 297  | - | - | - | - | - | - | - |

## Économie

### Agriculture et viticulture
Article connexe : Vézelay (AOC).
Entouré de prairies, de forêts et de vignes, le village fait partie de la région agricole des Plateaux de Bourgogne. Les sols argilo-calcaires du Jurassique sont propices à la production de vins de Bourgogne (essentiellement à partir de raisin chardonnay), certains issus d'agricultures biologique et biodynamique. Asquins fait partie des quatre communes de l’appellation AOC Bourgogne-Vézelay. 
La grande majorité des vignes (mais pas toutes) sont implantées sur la hauteur de la Tournelle à l’est de la vallée de la Cure, sur les pentes sud et sud-est.

Les vignobles
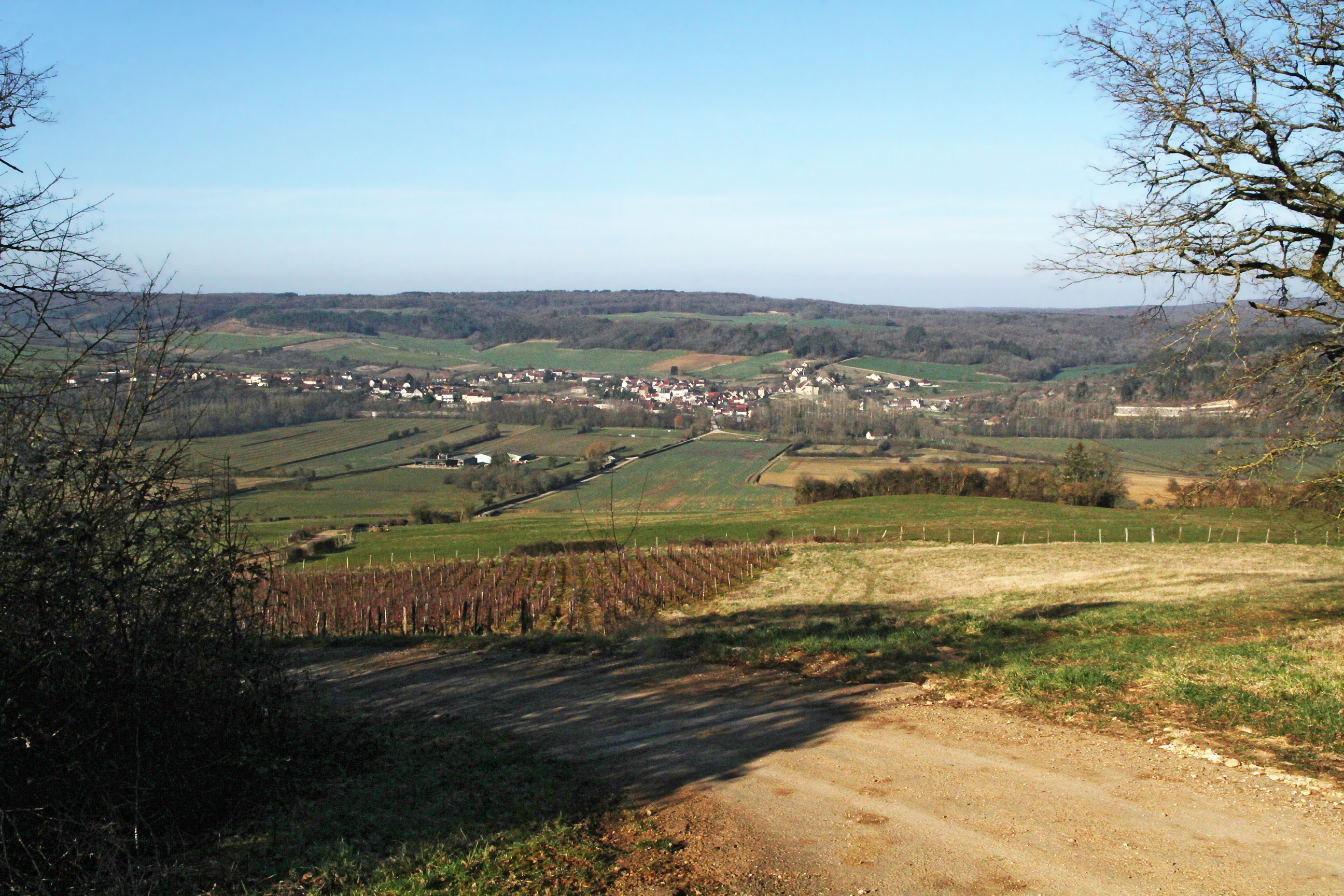
Asquins et son vignoble à vins de Bourgogne. Vue vers l'ouest depuis la Tournelle.
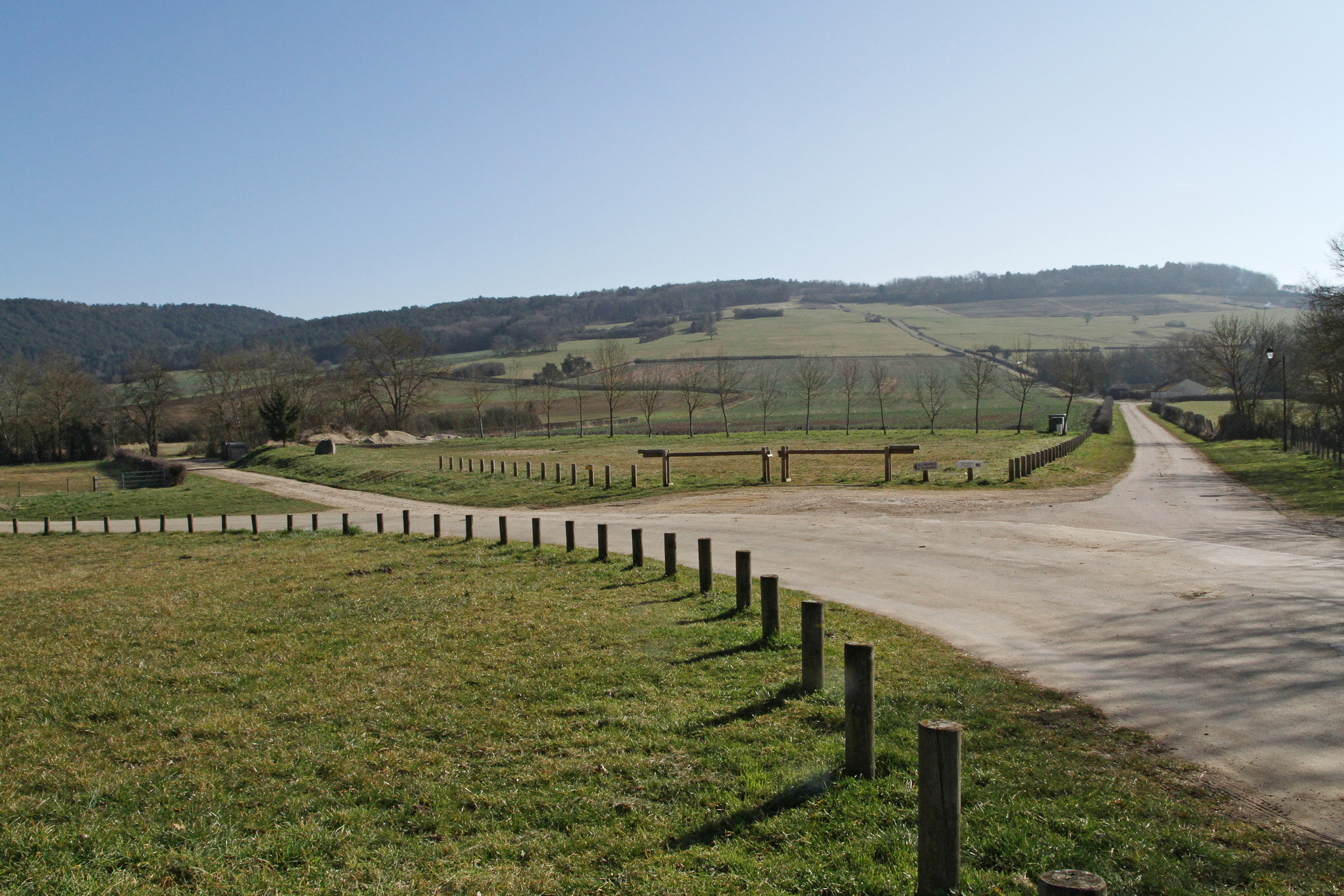
Le coteau de la Tournelle à l’est, vu du bourg.

## Loisirs

### Manifestations culturelles et festivités
- Retraite au lampion autour du village le 13 juillet au soir, suivi d’un feu d'artifice sur le Moûtier, puis bal populaire sous l'orme.
- Banquet républicain le 14 juillet au soir.
- Fête de la Saint-Jacques le dernier week-end de juillet avec brocante et fête foraine.
- Passage du Tour de France 2003.

### Associations et sports
- Club informatique : C.I.A : Club Informatique Asquinois.
- Équipe de football : A.S. Asquins.
- Association Cabanes, meurgers et murets en Vézelien.

## Culture locale et patrimoine

### Lieux et monuments
La commune compte un monument inscrit à l'inventaire des monuments historiques et 5 monuments répertoriés à l'inventaire général du patrimoine culturel. Par ailleurs, elle compte 23 objets répertoriés à l'inventaire des monuments historiques et 5 objets répertoriés à l'inventaire général du patrimoine culturel.
- L'église Saint-Jacques-le-Majeur d'Asquins, église romane construite au XIIe siècle. Elle a été inscrite comme monument historique par arrêté du 1er mars 1926[71], et depuis 1998 au patrimoine mondial de l'UNESCO  Patrimoine mondial (1998) dans les sites des « Chemins de Saint-Jacques-de-Compostelle en France ».

L'église Saint-Jacques-le-Majeur —
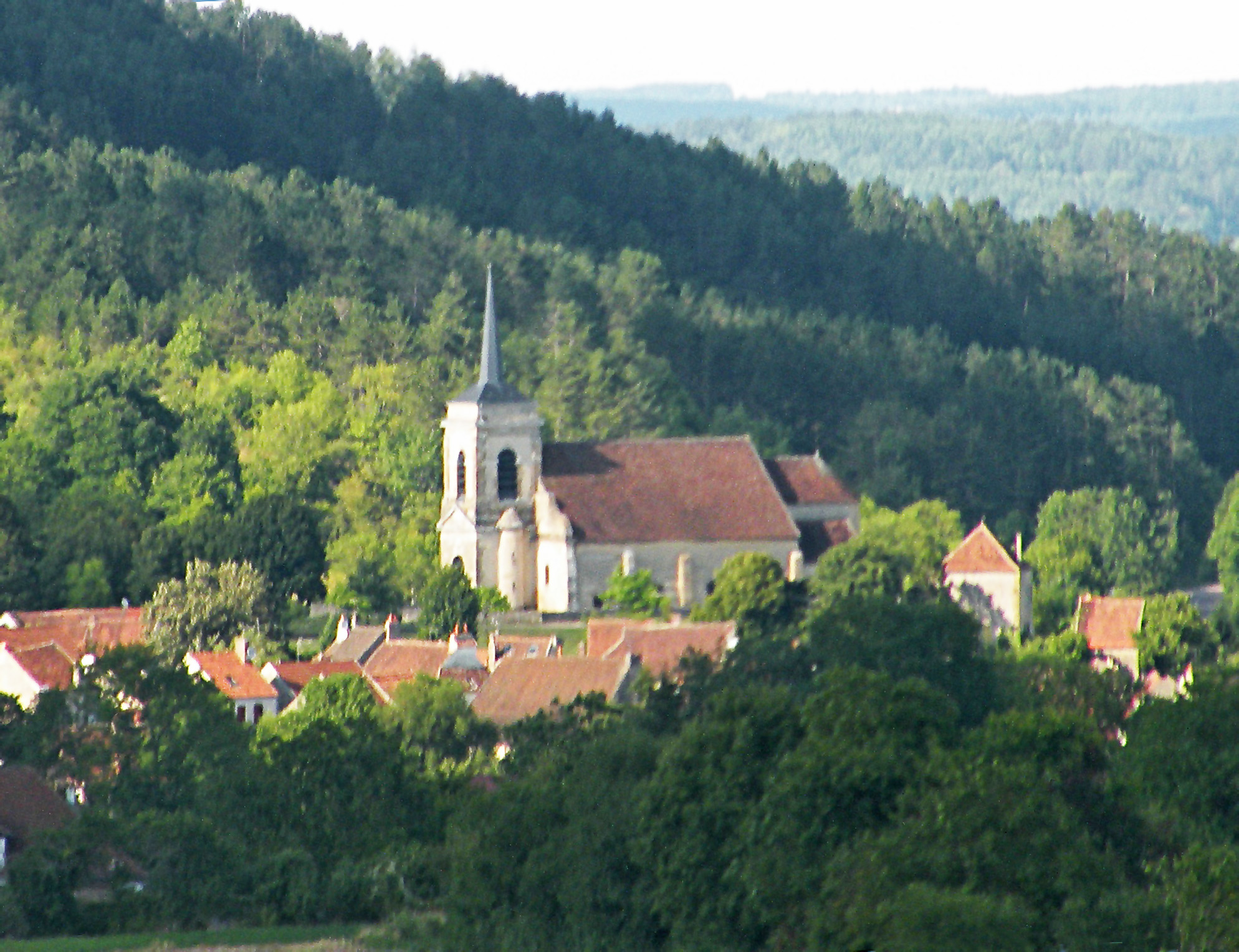
L'église Saint-Jacques-le-Majeur —  Patrimoine mondial (1998)
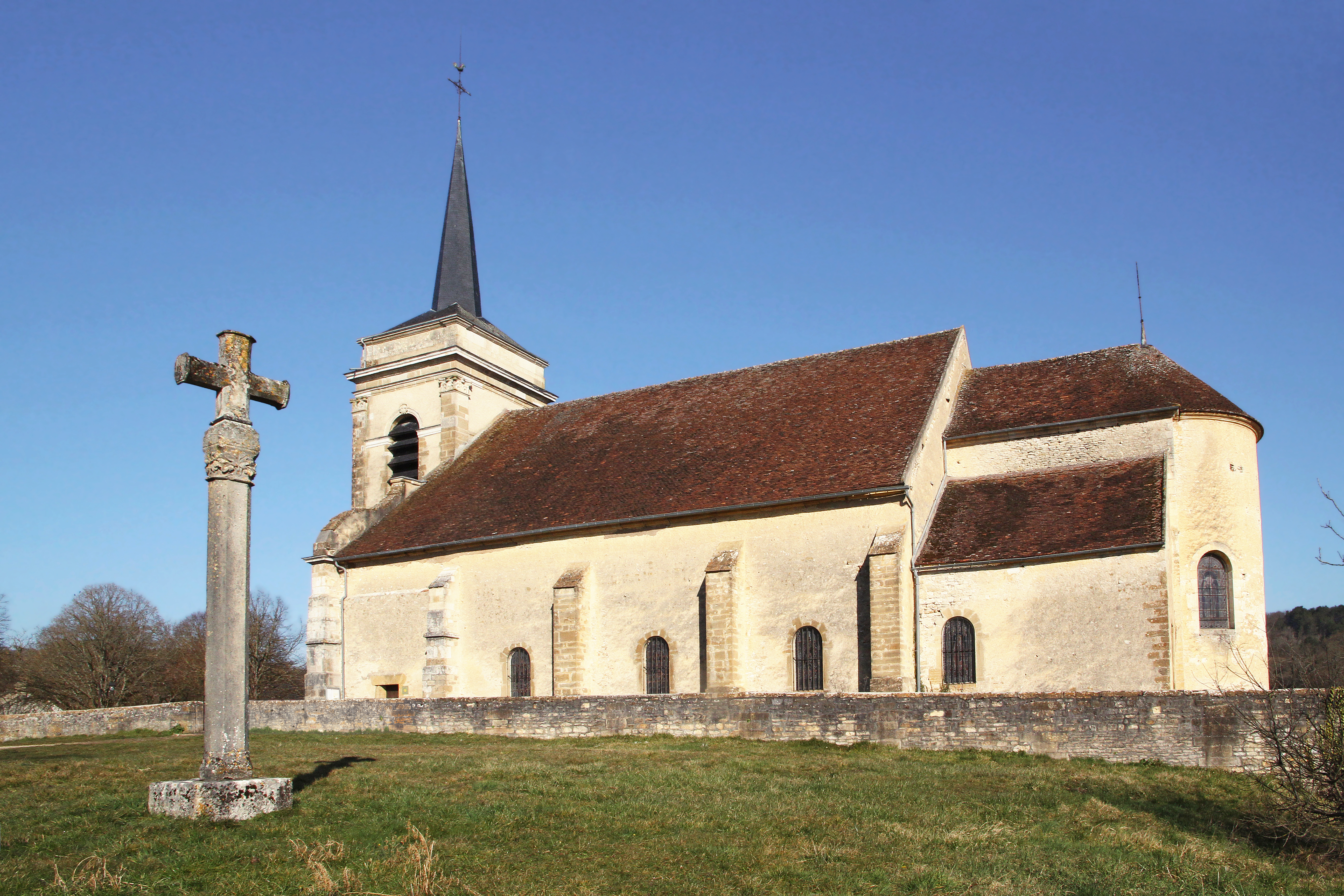
L’église Saint-Jacques-le-Majeur, côté sud.
- Côté sud et abside.
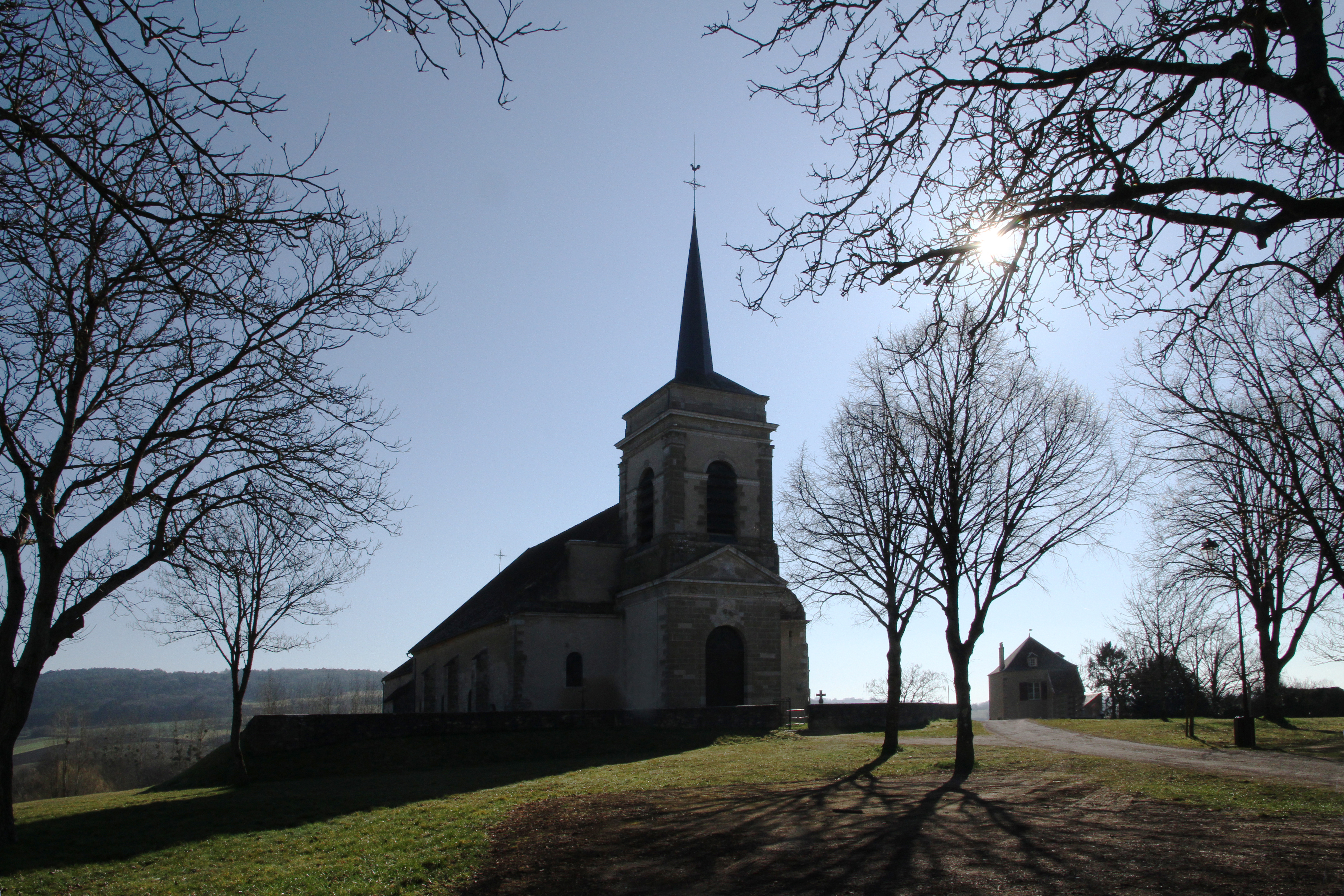
Le tertre de l'église domine le village.

- Située sur une branche du GR 13 qui suit à cet endroit une ancienne voie antique entre Brosses et Avallon, la chapelle Saint-Nicolas de 1742 (aussi nommée « chapelle à Tapin » - du nom de ses commanditaires Nicolas Tapin et sa femme Marie-Edme Vevere - puis « chapelle de Séchée », du nom du territoire) a été un lieu de pèlerinage pour demander la pluie[14] ou protéger les cerisiers[réf. souhaitée]. Joliment sauvée de la ruine par une association locale, ce petit bâtiment en pierres sèches à toit de lave de 5 m sur 4 est une halte appréciée des marcheurs et vététistes[72].

La chapelle Saint-Nicolas, XVIIIe siècle (« chapelle à Tapin », « chapelle de Séchée »)
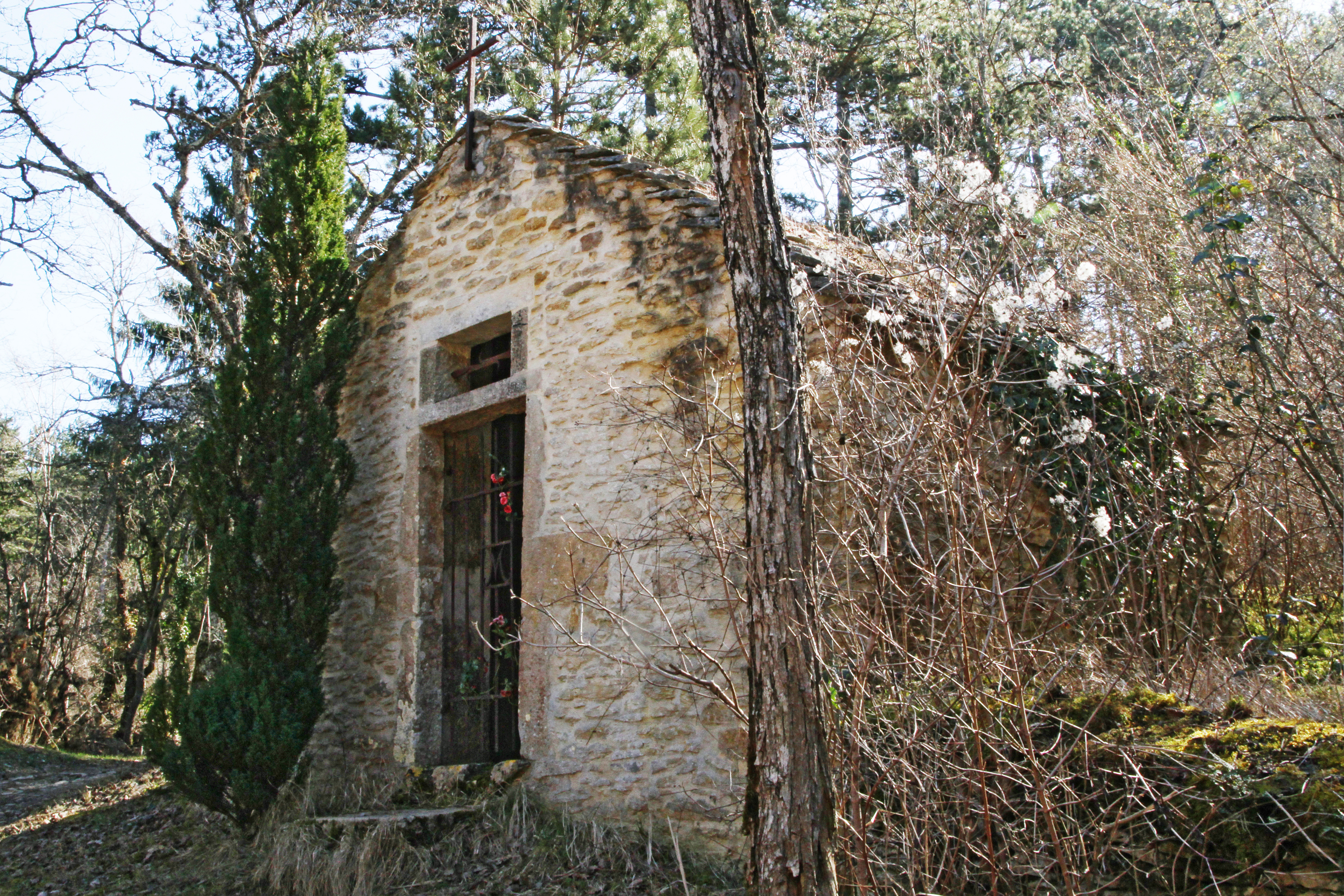
Chapelle Saint-Nicolas sur le GR 13, 2 km au nord-est d'Asquins.
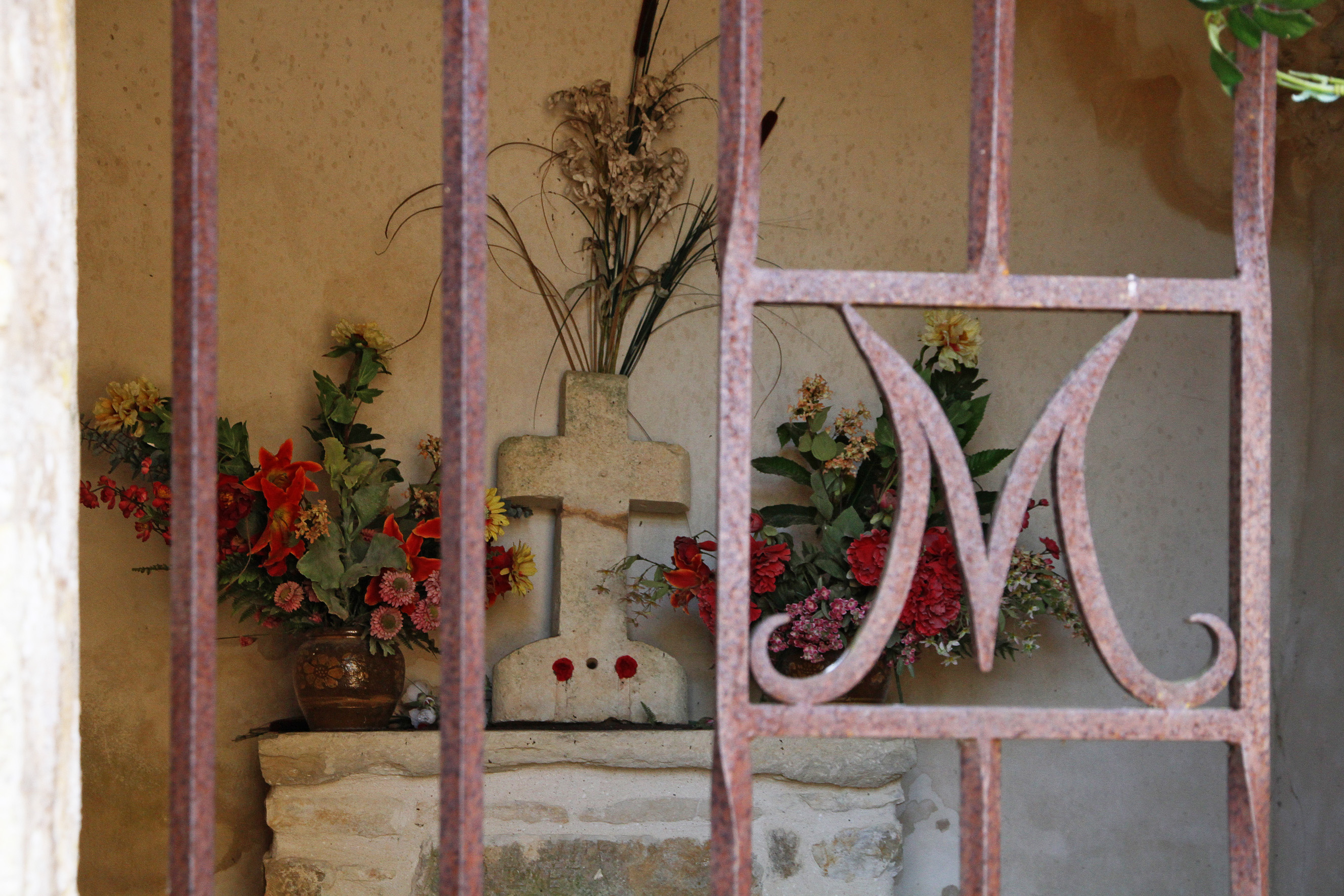
Autel et grille à l'initiale de Marie (du premier prénom de la femme du commanditaire ?).

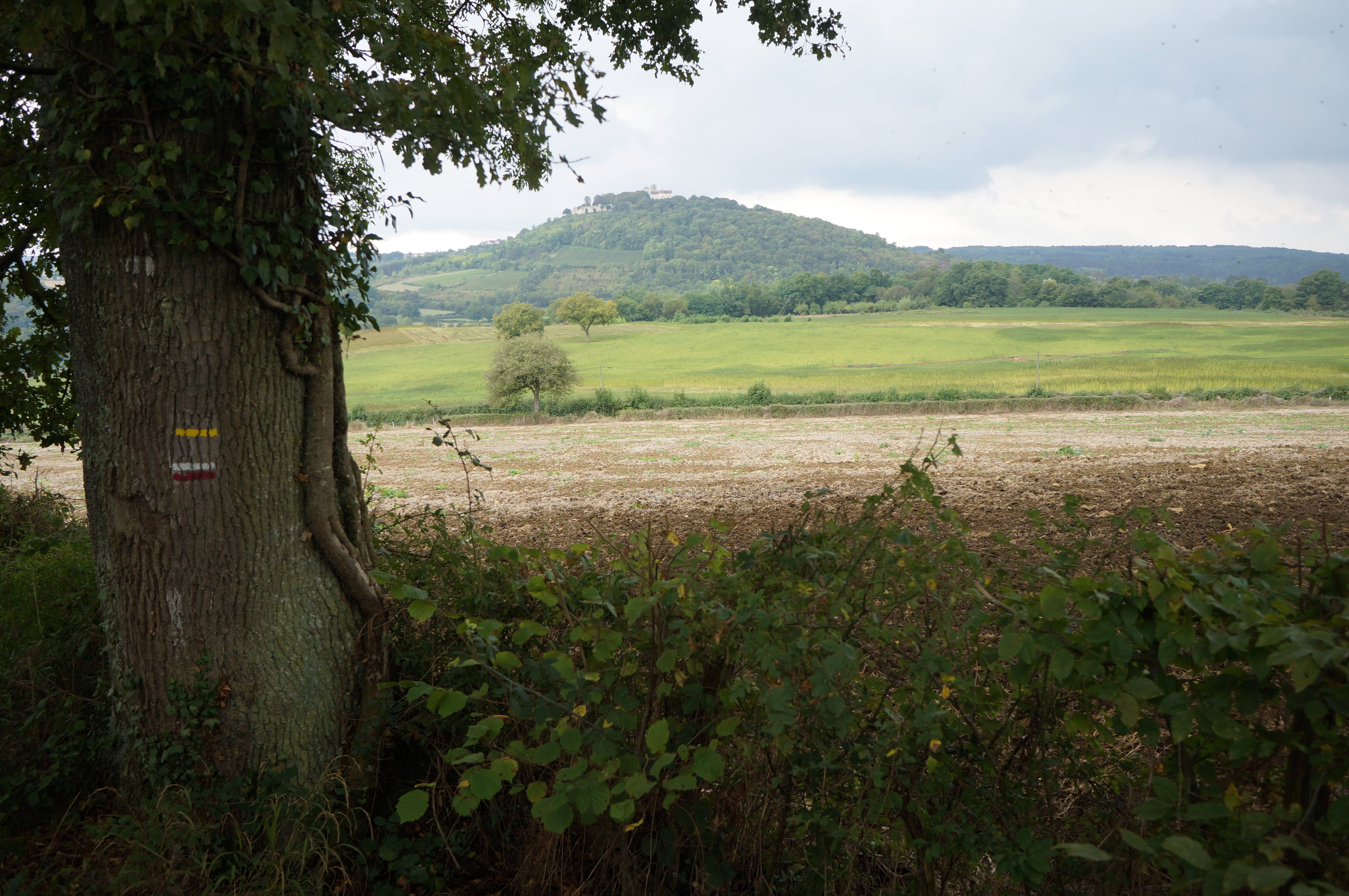
La colline de Vézelay et sa basilique, depuis le chemin de la Cordelle (GR 13)

### Patrimoine naturel
Par sa proximité avec Vézelay (règles de la liste du patrimoine mondial) et par ses propres caractéristiques (qui ont justifié son inclusion dans le Parc naturel régional du Morvan, espace protégé et géré), tout le territoire de la commune est en zone paysagère sensible.
Asquins est concerné par trois zones naturelles d'intérêt écologique, faunistique et floristique (ZNIEFF) de type I (« Bocage et ruisseaux à Tharoiseau, Fontete et Menades », « Vallée de la Cure à Blannay », « Bocage et pelouses sèches autour de Vézelay »), deux ZNIEFF de type II (« Vallée de la Cure du réservoir du Crescent à Vermenton », « Prairies et bocage de Terre-Plaine »), et un arrêté préfectoral de protection de biotope. Une partie du sud de la commune est inclus dans des zones importantes pour la conservation de la chouette chevêche, pie-grièche, sonneur à ventre jaune, triton crêté et chauve-souris.

### Personnalités liées à la commune
- Aymeri Picaud, y a habité[83]
- Camille Claudel, y a habité[84]
- Maurice Clavel, journaliste et écrivain, s'y est installé en 1975 et y est mort en 1979.

### Héraldique
|  | Les armoiries d'Asquins se blasonnent ainsi : De gueules aux deux grappes de raisin d'or soutenues d'une coquille du même, à la champagne ondée d'argent, au chef cousu d'azur semé de fleurs de lys aussi d'or et de larmes aussi d'argent, chargé d'une coupe couverte d'or brochant sur le semé. |

## Pour approfondir